# Federico Sal y Rosas
Federico Sal y Rosas González (Huaraz, 18 luglio 1900 – Lima, 21 ottobre 1974) è stato uno psichiatra peruviano.

## Biografia
Frequentò la Facoltà di medicina "San Fernando" dell'Università Nazionale Maggiore di San Marco e tra il 1931 e il 1933 fece ritorno nella sua città natia per insegnare nella scuola secondaria; conseguì nel 1934 il baccellierato con una tesi sulla leishmaniosi umana. Da quel momento gli venne assegnata la cattedra di psichiatria dell'Università di San Marco e divenne medico del secondo padiglione dell'ospedale Victor Larco Herrera. Nel 1942 conseguì il dottorato, presentando una tesi sull'epilessia e sull'isteria.
Allievo di Honorio Delgado, con questi fece il suo primo viaggio in Europa per partecipare al primo congresso internazionale di psichiatria nel settembre 1950 a Parigi. Con Delgado pubblicò dei lavori scientifici sulla Revista de Neuro-Psiquiatría. Il venticinque giugno 1954 durante una riunione dell'associazione peruviana di medicina venne fondata l'associazione peruviana di psichiatria e Sal y Rosas venne eletto suo primo presidente per il 1954-1955.
Nel 1950 e nel 1955 fu incaricato dallo Stato di recarsi negli Stati Uniti d'America, in Europa e nell'America meridionale per studiare l'organizzazione dell'assistenza psichiatrica dentro gli ospedali.

## Attività scientifica
Sal y Rosas concentrò la maggior parte dei propri sforzi scientifici sulla comprensione dell'epilessia; sulla psichiatria culturale, recandosi sulle Ande e descrivendo l'uomo cisandino e il fenomeno del susto. Fu inoltre pioniere nel proprio Paese nel campo della psicofarmacologia e dell'uso della clorpromazina.